# Józef Szymanowski (Dichter)

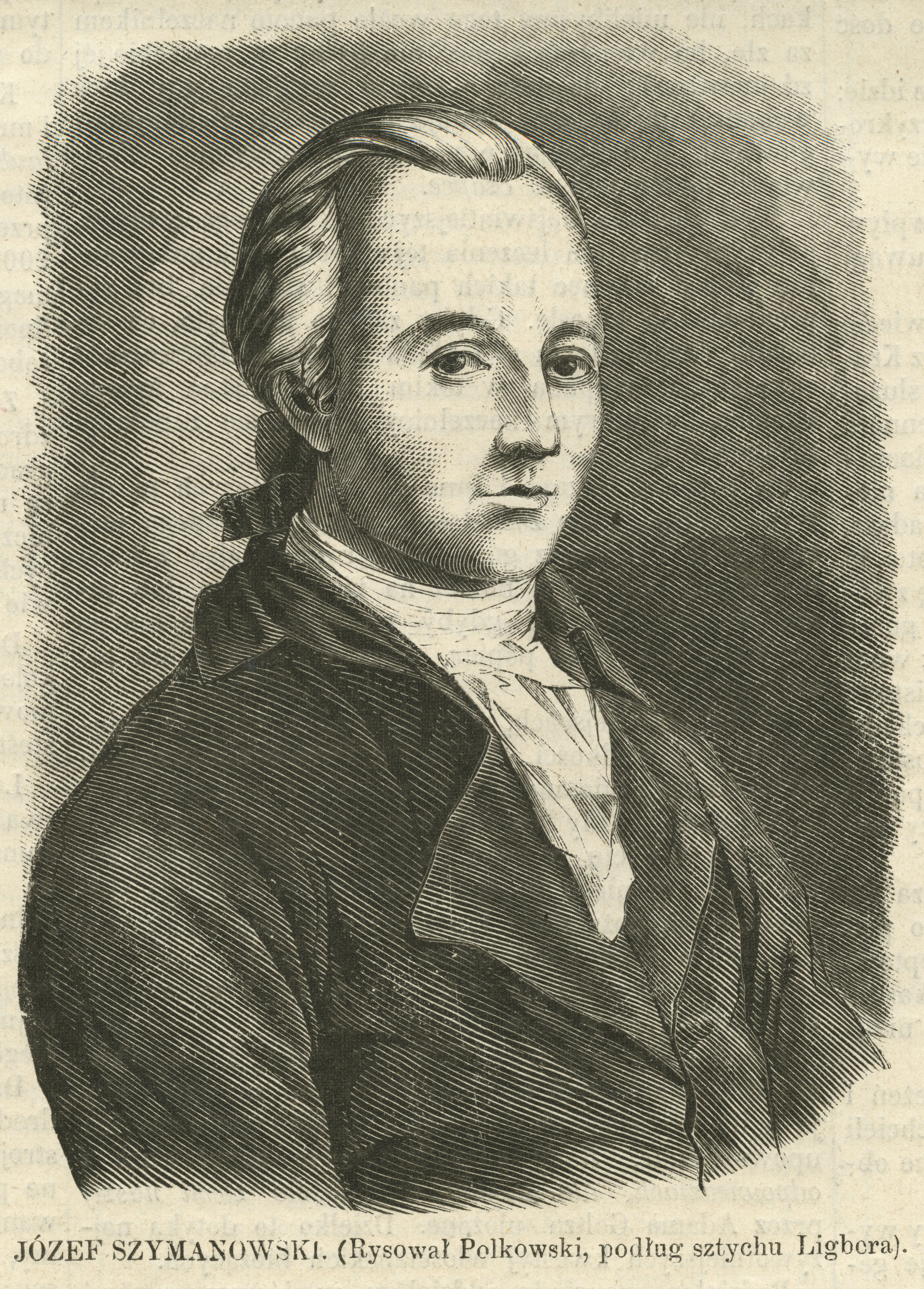
Gezeichnet von Polkowski nach einem Stich von Ligber

Józef Szymanowski (* 19. Februar 1748 in Kaski bei Baranów, Polen-Litauen; † 15. Februar 1801 in Warschau, Provinz Südpreußen) war ein polnischer Politiker und Jurist sowie Schriftsteller der Aufklärung, Lyriker, Literaturkritiker und Übersetzer. Seine Familie gehörte zur Wappengemeinschaft Ślepowron bzw. Jezierza.

## Leben
Szymanowski war Mitglied der Adelsfamilie Korwin-Szymanowski. Er studierte am Collegium Nobilium der Piaristen in Warschau. Bereits früh unterstützte er politisch die Czartoryski. Adam Kazimierz Czartoryski wurde sein Freund und Förderer. Mit ihm machte er über sechs Jahre lange Auslandsreisen nach Russland, Großbritannien, Frankreich und ins Heilige Römische Reich Deutscher Nation. Er nahm an den literarischen Salons der Czyroryskis in Puławer Palast sowie im Blauen Palast im Warschauer Sächsischen Garten, später auch an den Donnerstagmittagessen am Königshof von Stanislaus II. August Poniatowski, ebenfalls einen Günstling der Czartoryski. 1773 wurde er Kammerherr des Königs und 1778 Abgeordneter am Sejm. Anfang der 1780er Jahre war er Mitglied des Ausschusses für die Einnahmen der Krone. Im Obersten Nationalen Rat und Kościuszko-Aufstand war er Justizminister. Er war Mitglied der Warschauer Gesellschaft der Freunde der Wissenschaften. Er wurde auf dem Świętokrzyski-Friedhof in Warschau beigesetzt. Seine literarischen Werke werden dem Rokoko und der Aufklärung zugeordnet. Er übersetzte Werke von Montesquieu und Voltaire ins Polnische. Ab 1770 veröffentlichte er vor allem in den Literaturzeitschriften Angenehme und Nützliche Spiele und Politische Geschichte der antiken Völker.